# El Kantara
El Kantara là một đô thị thuộc tỉnh Biskra, Algérie. Dân số thời điểm năm 2002 là 9.43 người.